# Bugdar
Bugdar (en árabe: بوكدور‎, en francés: Bougdour) es una localidad marroquí del municipio de Buhalal, en la región de Tánger-Tetuán-Alhucemas. Desde 1912 hasta 1956 perteneció a la zona norte del Protectorado español de Marruecos.